# Малое Шелепино
Малое Шелепино — деревня в Тульской области России. С точки зрения административно-территориального устройства входит в Шелепинский сельский округ Алексинского района. В плане местного самоуправления входит в состав муниципального образования город Алексин.

## География
Находится в северо-западной части региона, в пределах северо-восточного склона Среднерусской возвышенности, в подзоне широколиственных лесов, на реке Свинка, к северо-западу от дер. Епишково и на удалении, к юго-западу, от дер. Большое Шелепино.

### Климат
Климат на территории деревни, как и во всём районе, характеризуется как умеренно континентальный, с ярко выраженными сезонами года. Средняя температура воздуха летнего периода — 16 — 20 °C (абсолютный максимум — 38 °С); зимнего периода — −5 — −12 °C (абсолютный минимум — −46 °С).
Снежный покров держится в среднем 130—145 дней в году.
Среднегодовое количество осадков — 650—730 мм..

## История
Возникло в первой трети 19 в., выделившись из соседнего селения Шелепино (которое стало неформально называться Большое Шелепино, что со временем стало его официальным названием). Раздел связан с тем, что Большое Шелепино перешло к новому собственнику В. В. Карцову, тогда как Малое осталось у прежнего собственника Авраама Васильевича Лопухина.
По старому административному делению относилась к Стрелецкой волости Алексинского уезда.

## Население
| 2010 |
| ---- |
| 3    |

### Национальный и гендерный состав
Согласно результатам переписи 2002 года, в национальной структуре населения русские составляли 100 % из 7 чел.. Проживали по 3 мужчины и 4 женщины.

## Инфраструктура
Личное подсобное хозяйство.

## Транспорт
Ближайшая остановка общественного транспорта «Поворот на Большое Шелепино» находится на автодороге 70К-003.